# Krilata želva
Krilata želva je slovenska literarna nagrada za najboljši slovenski književni potopis preteklega leta. Nagrado podeljujeta Ustanova Velenjska knjižna fundacija in Čitalnica Pri pesniški duši in je podeljena v programu festival Mednarodni Lirikonfest Velenje. Sponzorira jo Akademija Poetična Slovenija, MO Velenje.
Prvič je bila podeljena 9. junija 2017, ko je bila nagrajena Agata Tomažič. Leta 2017 in 2018 je bila nagrada častna - nagrajenec je prejel listino in bronasti umetniški kip(ec) Jurija Smoleta. Od leta 2019 prejme nagrajanec denarno nagrado 1.500 evrov. Od leta 2021 je nagrada izkazana tudi z nagrajenčevo zasaditvijo drevesa v Gaju poezije Velenje.

## Seznam imen
| Leto | Festival           | Zmagovalec | Nominiranci | Žirija                                                                | Sklici            |
| ---- | ------------------ | --- | --- | --------------------------------------------------------------------- | ----------------- |
| 2017 | XVI. Lirikonfest   | Agata Tomažič: Zakaj potujete v take dežele? (Cankarjeva založba)                                                        | Nina R. Klančnik: Valter osvaja Evropo (samozaložba) Boštjan Šifrar: K talibanom in piratom (samozaložba)                         | Jurij Smole, Ivo Stropnik, Matjaž Šalej, Urška Zupančič               | [ 1 ]             |
| 2018 | XVII. Lirikonfest  | Dragan Potočnik: Pesem za Sinin džan (Pivec) Aleš Šteger: Na kraju zapisano 6 – Solovki, Rusija, 19. 7. 2017 (Beletrina) | Borut Korun: Zadnji inkovski zaklad (Celjska Mohorjeva družba)                                                                    |                                                                       |                   |
| 2019 | XVIII. Lirikonfest | Jakob J. Kenda: Apalaška pot –3500 kilometrov hribov in Amerike (ISPO)                                                   | Nataša Rogelja: Trinajsti mesec–portreti morskih nomadov (Aktivni mediji) Peter Zupanc: Kitajska, dežela razdalj, in jaz (Antika) | Romana Dobnikar Šeruga (predsednica), Nataša Meh Peer, Urška Zupančič | [ 2 ] [ 3 ] [ 4 ] |
| 2020 | XIX.. Lirikonfest  | Petra Vladimirov: Evforija – 233 kilometrov Pirenejev ob poti do morja (UMco)                                            | | Sonja Porle (predsednica), Urška Zupančič, Ivo Stropnik               | [ 5 ]             |
| 2021 |                    | Ivo Svetina: Malabar (založba Miš, 2020)                                                                                 | |                                                                       | [ 6 ]             |
| 2022 |                    | Irena Cerar: Potepuški okruški (Buča, 2021)                                                                              | |                                                                       |                   |
| 2023 |                    | Samo Rugelj: Soncu naproti (UMco, 2022)                                                                                  | |                                                                       |                   |